# Андрамонова, Наталия Алексеевна
Наталия Алексеевна Андрамонова (род. 1930) — советский и российский учёный-филолог, педагог, специалист в области синтаксиса и семантике текста, доктор филологических наук (1981), профессор (1982). Заслуженный профессор КГУ (2009). Заслуженный деятель науки Республики Татарстан (1995).

## Биография
Родилась 19 ноября 1930 года в Твери в семье военнослужащего.
С 1948 по 1953 год обучалась на филологическом факультете Казанского университета, за отличие в учёбе удостаивалась молотовской стипендией. С 1954 по 1958 обучалась в аспирантуре при этом факультете. С 1958 года на педагогической работе в Казанском университете — ассистент, с 1963 года — старший преподаватель по 1976 год — доцент, с 1978 по 1993  год — заведующая кафедрой русского языка и с 1993 по 2009 год — профессор этой кафедры.
В 1958 году Н. А. Андрамонова была утверждена в учёной степени кандидат филологических наук по теме: «Сложное предложение с придаточным относительным пояснительно-оценочного типа в современном русском литературном языке», в 1981 году — доктор филологических наук по теме: «Сложноподчиненные предложения с обстоятельственным значением в современном русском литературном языке». В 1962 году приказом ВАК ей было присвоено учёное звание — доцент, в 1982 году — профессор. В 2009 году ей было присвоено почётное звание — Заслуженный профессор КГУ. С 1998 года избрана действительным членом Академии педагогических и социальных наук

## Научно-педагогическая деятельность
Основная научно-педагогическая деятельность Н. А. Андрамонова связана с вопросами в области синтаксиса и семантике текста, лингвометодики преподавания русского языка в нерусской аудитории, исследования по синтаксису сложного предложения в системном и функциональном аспектах. Член Диссертационного совета Филологического факультета Казанского университета.
Н. А. Андрамонова была участницей многочисленных всероссийских и международных семинарах и конгрессах, в том числе в Париже и под эгидой МАПРЯЛ проводимых в Венгрии, Москве и Санкт-Петербурге.
Н. А. Андрамонова является автором более 300 научных работ, в том числе многочисленных  монографий и учебников, в том числе таких как «Сложноподчиненные предложения с обстоятельственным значением в современном русском литературном языке» (1978), «Семантика и функционирование синтаксических единиц» (1983), «Теоретические проблемы стилистики текста» и «Синтаксис сложного предложения» (1985), «Закономерности взаимодействия национальных языков и литератур» (1988: ISBN 5-7464-0042-4), «Языковые уровни и их взаимодействие» (1990: ISBN 5-7464-0299-0), «Дидактический материал по русскому языку для 9 класса татарской школы» (2001: ISBN 5-7761-0339-8), «Русская и сопоставительная филология : Концептуально-семант. и системно-функцион. аспекты» (2002: ISBN 5-900044-98-X), «Русский язык в 11 классе татарской школы» (2003), «Русский язык: лингвокультурный и функционально-дискурсивный аспекты» (2014: ISBN 978-5-91838-099-4), более 64 публикаций в научных журналах. 
В 1995 году ей было присвоено почётное звание — Заслуженный деятель науки Республики Татарстан.

## Основные работы
- Андрамонова Н. А. Сложное предложение с придаточным относительным в современном русском литературном языке. Казань: Изд-во Казан. ун-та, 1959. 54 с.
- Андрамонова Н. А. Синтаксическая структура внутренних монологов произведений Л. Н. Толстого: Пособие для студентов. Казань: Изд-во Казан. ун-та, 1965. 64 с.
- Андрамонова Н. А. Сложные предложения, выражающие обстоятельственные отношения, в современном русском языке. Казань: Изд-во Казан. ун-та, 1977. 176 с.
- Андрамонова Н. А., Байрамова Л. К. Василий Алексеевич Богородицкий: 1857–1941. Казань: Изд-во Казан. ун-та, 2002. 28 с.
- Андрамонова Н. А., Хамзина Г.К. Наталия Александровна Широкова. Казань: Изд-во Казан. ун-та, 2003. 20 с.
- Андрамонова Н. А., Фаттахова Н. Н. Русский язык: учебник для 11 класса татарских школ и педагогических училищ. Казань: Магариф, 2007. 175 с.
- Русский язык: учебник для 8 класса татарской средней общеобразовательной школы / Н. А. Андрамонова, Г. К Хамзина, Н. Н. Фаттахова, Л. Д. Умарова. Казань: Магариф, 2007. 223 с.
- Андрамонова Н. А., Умарова Л. Д. Русский язык: Учебник для 9 класса татарской школы. / Под ред. Л. З. Шакировой. Казань: Магариф, 1995. 175 с.
- Синтаксические фразеомодели русского языка: учебное пособие по спецкурсу // Н. А. Андрамонова, С. С. Сафонова. Казань: «ИГМА-пресс», 2011. 152 с.
- Синтаксис осложненного предложения: учебнометодическое пособие (теория, методические указания, упражнения, тесты) / Н. А. Андрамонова, Л. А. Усманова. Казань: ТГГПУ, 2011. 96 с[5].